# Justizministerium (Japan)

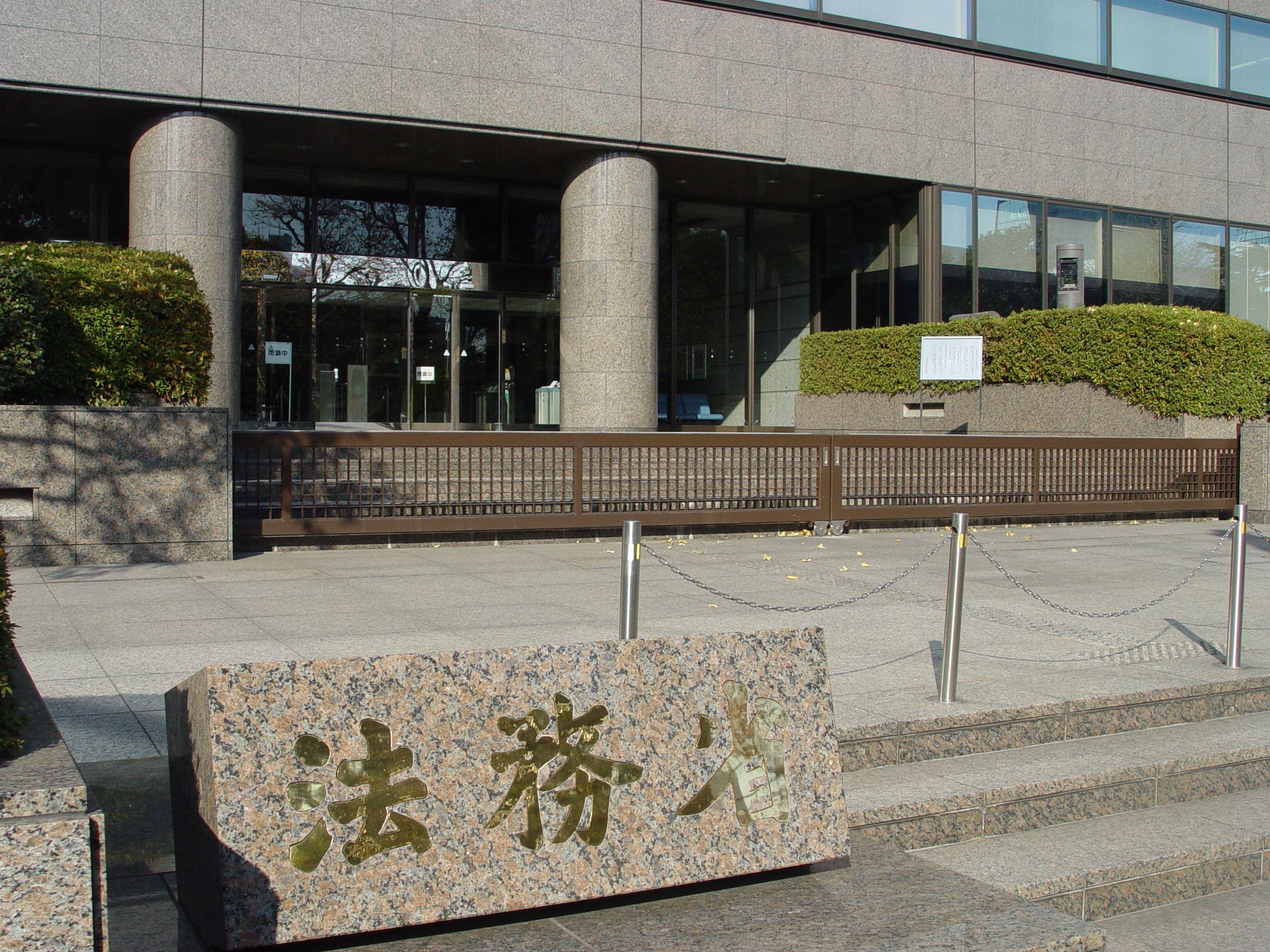
Der Sitz des Justizministeriums ist heute das Zentralregierungsgebäude Nr. 6 in Kasumigaseki, Chiyoda.

Das japanische Justizministerium (jap. 法務省, hōmu-shō) ist eines der Ministerien der Zentralregierung. Es ist für Justiz und Strafvollzug verantwortlich, vertritt die Regierung vor Gericht und ist darüber hinaus für Meldeangelegenheiten, Staatsbürgerschaftsrecht und Einwanderung zuständig. Dem Ministerium zugeordnet sind außerdem die Staatsanwaltschaften (検察庁, kensatsu-chō), die Public Security Intelligence Agency (PSIA; 公安調査庁, kōanchōsa-chō) und die Untersuchungskommission für öffentliche Sicherheit (公安審査委員会, kōanshinsai-iinkai).

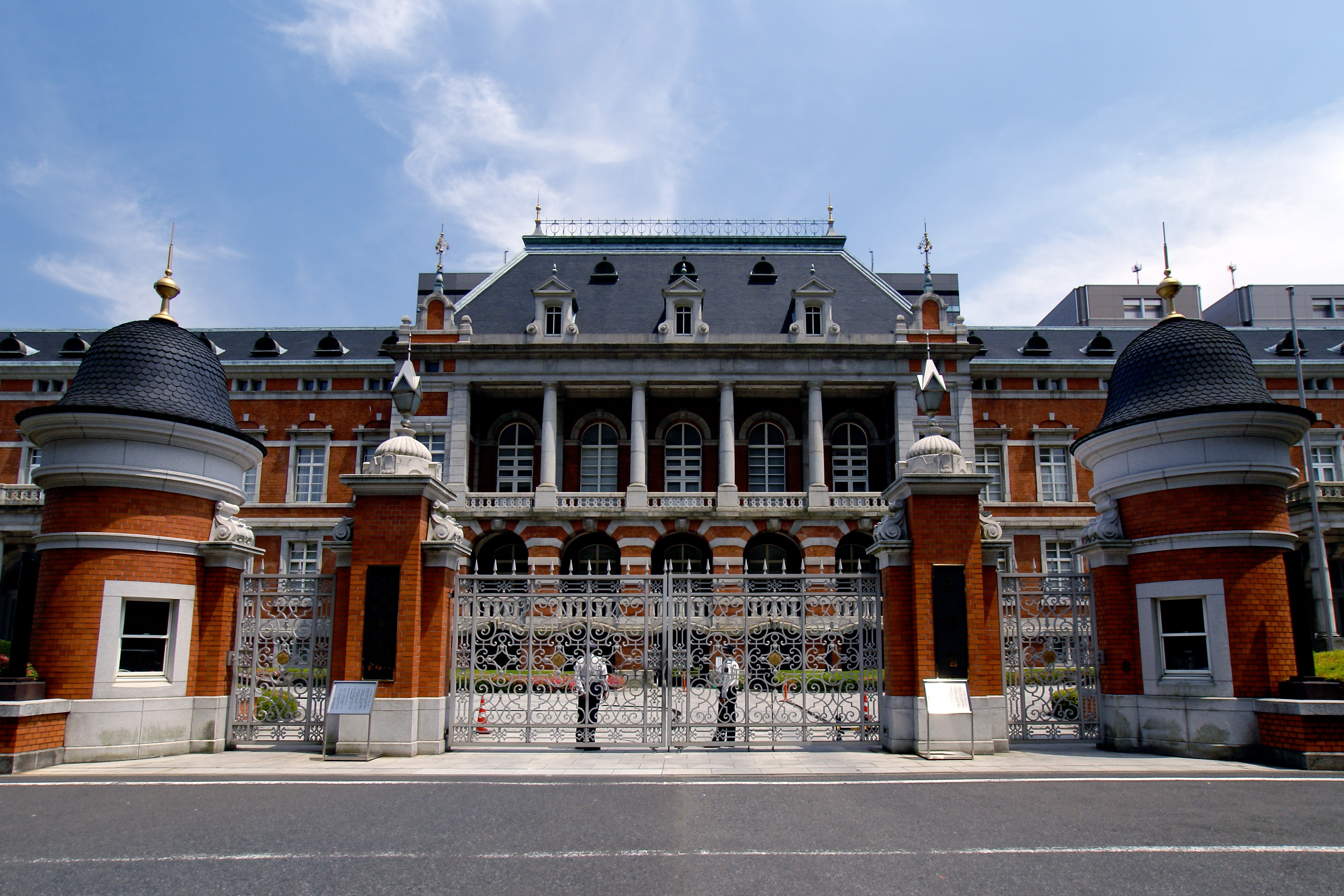
Der ehemalige Hauptsitz des Ministeriums – heute ein Nebengebäude – wurde 1895 nach Entwürfen von Hermann Ende und Wilhelm Böckmann errichtet

Das Hōmu-shō geht auf das 1871 eingerichtete Justizministerium (司法省, shihō-shō) im Kaiserreich Japan zurück; die Umwandlung, bei der die Aufsicht über die Gerichte an den Obersten Gerichtshof übertragen und der Generalstaatsanwalt als unabhängige Instanz eingerichtet wurden, begann mit der Nachkriegsverfassung und war 1952 abgeschlossen.